# Michel Stolker
Michel Stolker, detto Mies (Zuilen, 29 settembre 1933 – Etten-Leur, 28 maggio 2018), è stato un ciclista su strada olandese. Professionista tra il 1956 e il 1966, vinse una tappa al Giro d'Italia.

## Carriera
Corse per la Locomotief, la Magneet, la Radium, la St. Raphael, la KAS-Kaskol, la Fyffes e la Willem II-Gazelle, e fu per alcuni anni gregario di Jacques Anquetil. Le principali vittorie da professionista furono una tappa al Giro d'Italia 1956, il Midi Libre nel 1962 e una tappa alla Vuelta a España nel 1964.

## Palmarès
- 1953

Ronde van Overijssel
- 1955

Ronde van Overijssel
Ronde van Limburg
- 1956

15ª tappa Giro d'Italia (Lucca > Bologna)
1ª tappa Tour de Luxembourg (Lussemburgo > Differdange)
- 1960

Omloop van het Houtland
- 1961

Classifica generale Tour de Picardie
- 1962

1ª tappa Grand Prix du Midi Libre (Nîmes > Mende)
Classifica generale Grand Prix du Midi Libre
- 1964

8ª tappa Vuelta a España (Jaca > Pamplona)
7ª tappa Vuelta a Andalucía

## Piazzamenti

### Grandi giri
- Giro d'Italia

1956: 36º
1960: 53º
1961: 37º
- Tour de France

1956: ritirato (9ª tappa)
1957: 44º
1962: 33º
- Vuelta a España

1958: ritirato (15ª tappa)
1962: 7º
1964: ritirato

### Classiche
- Giro delle Fiandre

1961: 5º
1962: 8º

### Competizioni mondiali
- Campionati del mondo su strada

Frascati 1955 - In linea Dilettanti: 14º
Copenaghen 1956 - In linea: ritirato
Reims 1958 - In linea: ritirato
Zandvoort 1959 - In linea: ritirato
Karl-Marx-Stadt 1960 - In linea: ritirato
Berna 1961 - In linea: 15º